# Tadcaster
Tadcaster è un paese di 6 003 abitanti della contea del North Yorkshire, in Inghilterra.

## Amministrazione

### Gemellaggi
- Saint-Chély-d'Apcher, Francia